# Osmoxylon pachyphyllum
Osmoxylon pachyphyllum là một loài thực vật có hoa trong Họ Cuồng cuồng. Loài này được (Kaneh.) Fosberg & Sachet mô tả khoa học đầu tiên năm 1980.